# Gosławice (Opole)
Gosławice (niem. Goslawitz, od 1936 Ehrenfeld) - stara osada, obecnie dzielnica Opola; historyczny obszar Gosławic częściowo jest zabudowany przez os. mieszkalne im. Armii Krajowej, największą opolską "betonową sypialnię"; 1764 mieszkańców (nie wliczając mieszkańców osiedla). Leży częściowo u wylotu traktu z Opola w kierunku Łodzi, Olesna oraz popularnego miejsca wypoczynku - Jezior Turawskich. Graniczy z Kolonią Gosławicką, Osiedlem Malinka, centralnymi dzielnicami Opola, wsią Zawada w gminie Turawa oraz na małym odcinku z Zakrzowem (w okolicach kąpieliska Silesia).
Do Opola włączone 1 października 1974.
W Gosławicach wyróżnia się też sioło Grobla (tuż przy trasie ku Olesnu), gdzie niegdyś przy grobli stał młyn.

## Nazwa
Nazwa należy do grupy nazw patronomicznych i pochodzi od staropolskiego męskiego imienia założyciela miejscowości Gosława. Niemiecki językoznawca amator Heinrich Adamy w swoim dziele o nazwach miejscowości na Śląsku wydanym w 1888 roku we Wrocławiu wymienia jako najstarszą zanotowaną nazwę miejscowości Gosławice podając jej znaczenie "Dorf des Gosław" czyli po polsku "Wieś Gosława".
W alfabetycznym spisie miejscowości na terenie Śląska wydanym w 1830 roku we Wrocławiu przez Johanna Knie wieś występuje pod polską nazwą Goslawice oraz niemiecką Goslawitz. Wymienia on również jako część wsi parcelę Miechulla. Ze względu na polskie pochodzenie nazwy nazistowska administracja III Rzeszy zmieniła w 1936 roku nazwę dzielnicy na nową, całkowicie niemiecką - Ehrenfeld

## Historia
Zanim w wyniku procesów urbanizacyjnych miejscowość stała się częścią miasta Opole była już notowana jako osobna wieś w XIII w. (1254: Goslavitz, 1301: villa Goslavici). W 1303 roku wspomniano Gosławice jako wieś płacącą biskupowi dziesięciny z czterech zbóż. Dziesięciny te biskup odstąpił cesarzowi za 12 talarów. Kolejna wzmianka o tychże dziesięcinach z tej wsi pochodzi z 1686 roku, kiedy to otrzymywali je opolscy wikarzy. W 1307 roku opolska kaplica zamkowa otrzymała 5,5 łanów frankońskich od księcia Bolesława, który zakupił je w swojej wsi "Goslawicz" od tamtejszego sołtysa i kmieci. Z całą pewnością w 1399 roku istniał w Gosławicach młyn, do którego połowy w tymże roku a także i w 1466 miał prawo wójt opolski.
Urbarz z 1534 roku podaje, że Gosławice, które zawsze były wsią książęcą, zamieszkiwało 32 ludzi. Według tegoż źródła Gosławice posiadały wtedy 17 i 3/4 łanów, z czego 4 i 3/4 łanów były puste. Liczba mieszkańców wsi rosła systematycznie. Spis jaki wykonano w Gosławicach w 1925 roku, mówił o 377 budynkach mieszkalnych, 2806 mieszkańcach: 403 z polskim językiem ojczystym, 156 z językiem niemieckim, 2246 dwujęzycznych. Z kolei tuż przed wybuchem wojny w 1939 roku, wieś zamieszkiwały 4260 osoby, a powierzchnia gruntów zajmowanych przez wieś wynosiła 1465,87 ha. W roku 1960 wieś zamieszkiwały 1861 osoby (1046 kobiet), zamieszkujące w 369 budynkach.
W połowie XIX wieku na gruntach wsi powstała kolonia, nazwana Kolonią Gosławicką. W 1936 roku nazwa wsi została zmieniona przez nazistów na Ehrenfeld; do nazwy Gosławice powrócono po włączeniu Śląska Opolskiego do Polski w 1945. W latach 1945–54 siedziba gminy Gosławice. W latach 1954–1961 wieś należała i była siedzibą władz gromady Gosławice, po jej zniesieniu w gromadzie Luboszyce. 
Podczas zajmowania Gosławic czerwonoarmiści zastrzelili 40 kobiet, które wcześniej zgwałcili, a także które broniły się przed gwałtem. W 1974 Gosławice zostały włączone do Opola.
Z życiem tutejszej społeczności wiąże się wydarzenie pielgrzymki do Lędzin w 1858 roku. W tymże roku podczas klęski suszy, mieszkańcy Gosławic przybyli do kościoła w pobliskich Lędzinach by tu pomodlić się do obrazu Matki Boskiej o poprawę pogody. Już w drodze powrotnej miał spaść rzęsisty deszcz. Na pamiątkę tego wydarzenia rokrocznie odbywają się piesze pielgrzymki do Lędzin z parafii Gosławice i Kolonia Gosławicka.

## Zabytki
Do wojewódzkiego rejestru zabytków wpisane są:
- cmentarz „Na Grobli”, ul. Oleska, z poł. XIX w.
- kapliczka-dzwonnica, XVIII.

Inne zabytki:
- kościół pod wezwaniem Wniebowzięcia Najświętszej Marii Panny, stoi w samym centrum Gosławic. Kościół zbudowano w 1933 roku staraniem księdza prałata Józefa Kubisa, proboszcza parafii św. Krzyża w Opolu. Parafia obejmowała terytorium Gosławic, Kolonii Gosławickiej i obecnego osiedla AK. Kościół konsekrował 8 listopada 1933 kardynał Adolf Bertram. Jest to budowla murowana, nowoczesna. Ołtarz główny pochodzi z kościoła św. Sebastiana w Opolu. Kościół posiada księgi metrykalne od 1933 roku. Zanim wybudowano kościół, Gosławice należały administracyjnie do parafii św. Krzyża. W ostatnich kilkunastu latach z parafii wydzielono nowe: pod wezwaniem św. Jacka w Kolonii Gosławickiej i pod wezwaniem Przemienienia Pańskiego na osiedlu Armii Krajowej.